# Joan Vallvé i Creus
Joan Vallvé i Creus (Barcelona 1910 - 1988) fou un enginyer industrial, empresari i promotor d'activitats culturals català.
Fou director gerent de l'empresa Metales y Platerías Ribera, l'empresa encarregada d'encunyar la pesseta en una factoria del Poblenou a la dècada de 1960; i fou president de l'Associació d'Enginyers Industrials de Catalunya. Del 1966 al 1975 fou degà del Col·legi Oficial d'Enginyers i contribuí a la catalanització de l'entitat i a la recuperació de la memòria del gramàtic i enginyer Pompeu Fabra. També formà part com a vocal del patronat de la Caixa d'Enginyers.
El 1961 també fou un dels fundadors d'Òmnium Cultural, i en serà president del 1978 al 1984. També fou president del Secretariat d'Orfeons de Catalunya fins al 1982. El 1985 va rebre la Creu de Sant Jordi i poc abans de morir va formar de les llistes de CiU a les eleccions al Parlament Europeu de 1987. Fou el pare de l'exagent de borsa i notària Maria Àngels Vallvé Ribera, i de l'enginyer i polític Joan Vallvé Ribera. Va ser el cunyat de l'advocat, industrial i polític Andreu Ribera i Rovira.